# Blipta technica
Blipta technica är en fjärilsart som beskrevs av Diakonoff 1954. Blipta technica ingår i släktet Blipta och familjen Carposinidae. Inga underarter finns listade i Catalogue of Life.